# Addisoniidae
Addisoniidae là một họ ốc biển, nước sâu, là động vật thân mềm chân bụng sống ở biển trong nhánh Vetigastropoda.

## Các phân họ và chi
Các phân họ và chi trong họ Addisoniidae gồm:
Phân họ Addisoniinae Dall, 1882
- Addisonia Dall, 1882 - chi điển hình trong họ Addisoniidae
  - Addisonia brophyi J. H. McLean, 1985
  - Addisonia excentrica (Tiberi, 1857)
  - Addisonia lateralis (Requien, 1848)
  - Addisonia paradoxa Dall, 1882

Phân họ Helicopeltinae Marshall, 1996
- Helicopelta Marshall, 1996 - type chi subfamily Helicopeltinae